# Liubîmo-Pavlivka, Kahovka
Liubîmo-Pavlivka (în ucraineană Любимо-Павлівка) este un sat în comuna Dudciîne din raionul Kahovka, regiunea Herson, Ucraina.

## Demografie
Componența lingvistică a localității Liubîmo-Pavlivka
     Ucraineană (94,24%)
     Rusă (5,76%)
Conform recensământului din 2001, majoritatea populației localității Liubîmo-Pavlivka era vorbitoare de ucraineană (94,24%), existând în minoritate și vorbitori de rusă (5,76%).